# Resolución 1475 del Consejo de Seguridad de las Naciones Unidas
La resolución 1475 del Consejo de Seguridad de las Naciones Unidas, adoptada por unanimidad el 14 de abril de 2003, tras reafirmar todas las resoluciones sobre la situación en Chipre, en particular la Resolución 1250 (1999), lamentó que no se hubiera logrado un acuerdo sobre un plan de arreglo para el país, debido al "enfoque negativo" de los dirigentes turcochipriotas . 
La resolución reiteró la importancia de lograr una solución política general en Chipre y elogió al Secretario General Kofi Annan por utilizar su iniciativa para presentar un plan de solución para reducir las diferencias entre la República de Chipre y Chipre del Norte . Lamentó la actitud de los dirigentes turcochipriotas, que retrasaron un posible acuerdo sobre un plan de referendos simultáneos, negando a los turcochipriotas y grecochipriotas la oportunidad de decidir por sí mismos, lo que significaba que no habría ninguna conclusión antes del 16 de abril de 2003, fecha en que se firmaría la adhesión de Chipre a la Unión Europea .   El Consejo había descrito el plan del Secretario General como una "base única" para futuras conversaciones. 
El Consejo de Seguridad apoyó el plan de Kofi Annan del 26 de febrero de 2003 y pidió a todos los interesados que negociaran en el marco de sus buenos oficios. 